# Adam Westerwoldt
Adam Westerwoldt (Leiden, 1580 – Isfahan, 29 augustus 1639) was een admiraal en raad van Indië in dienst van de VOC.

## Biografie
Westerwoldt vertrok voor de VOC naar Indië toen hij al in de dertig was. In 1613 was hij koopman op het kruidnageleiland Makian in de noordelijke Molukken. Een jaar later werd hij door Pieter Both bevorderd tot directeur van de handel in de Molukken, waar destijds, vóór de stichting van Batavia, de VOC haar hoofdkwartier had. Ook werd hij benoemd tot buitengewoon Raad van Indië. In 1618 werd hij door Laurens Reael met de schepen Bantam, Swaen en Morgensterre naar de Filipijnen gezonden om te proberen vier Spaanse schepen te onderscheppen die naar verluidt op weg naar Manilla waren. Dit was de tweede expeditie naar Manilla, na de mislukte poging van Jan Dirksz. Lam om die stad te veroveren op de Spanjaarden. Ook Westerwoldt had geen succes. In plaats van een zeeslag bleef zijn missie beperkt tot het kapen van drie Chinese jonken, die in de visie van de VOC met hun handel de vijand steunden.
In december was hij terug in Fort Jacatra. Van daar werd hij in 1619 als commissaris naar Hirado in Japan gestuurd. Hier kreeg hij onenigheid met de daar ook aanwezige zeven Engelse kooplieden. De VOC verweet de Engelsen in Azië dat ze meeliftten op de Nederlandse handel zonder veel bij te dragen aan de gemeenschappelijke kosten. In Hirado liep de ruzie zo hoog op dat Richard Cocks, het hoofd van de Engelse factorij, in maart 1620 bij zijn opdrachtgevers klaagde dat Westerwoldt ondanks het Akkoord van Defensie dat de Engelsen en de Nederlanders in juni 1619 hadden gesloten een premie van 50 realen van achten op zijn hoofd had gezet.
Jacques Specx leidde namens de VOC al zeven jaar een factorij in Hirado. Na in overleg met de raad van Hirado te besluiten Specx over twee jaar op te laten volgen door zijn onderkoopman, Leonard Camps, reisde Westerwoldt naar het inmiddels door Jan Pieterszoon Coen gevestigde Batavia. Vandaar reisde hij in januari 1620 terug naar de Republiek met de retourvloot, die uit twee schepen bestond, de Westfriesland en de Dordrecht. Westerwoldt op de Westfriesland en Hendrik Janssen op de Dordrecht waren beurtelings commandeur in de scheepsraad. In augustus kwamen de schepen in Zeeland aan.
Op 3 januari 1623 trouwde hij met Anna van der Dussen en ging in Woudrichem wonen, waar hij later ook burgemeester werd. Anna en hij kregen twee dochters. In 1636 deed de VOC weer een beroep op hem en vertrok hij voor de tweede keer naar Indië. Hij liet toen een portret van zichzelf schilderen dat tegenwoordig in het Rijksmuseum hangt. Op het schilderij staat: Adam van Westerwoldt, Raad van Indië en Admiraal van Holland en Zeeland.

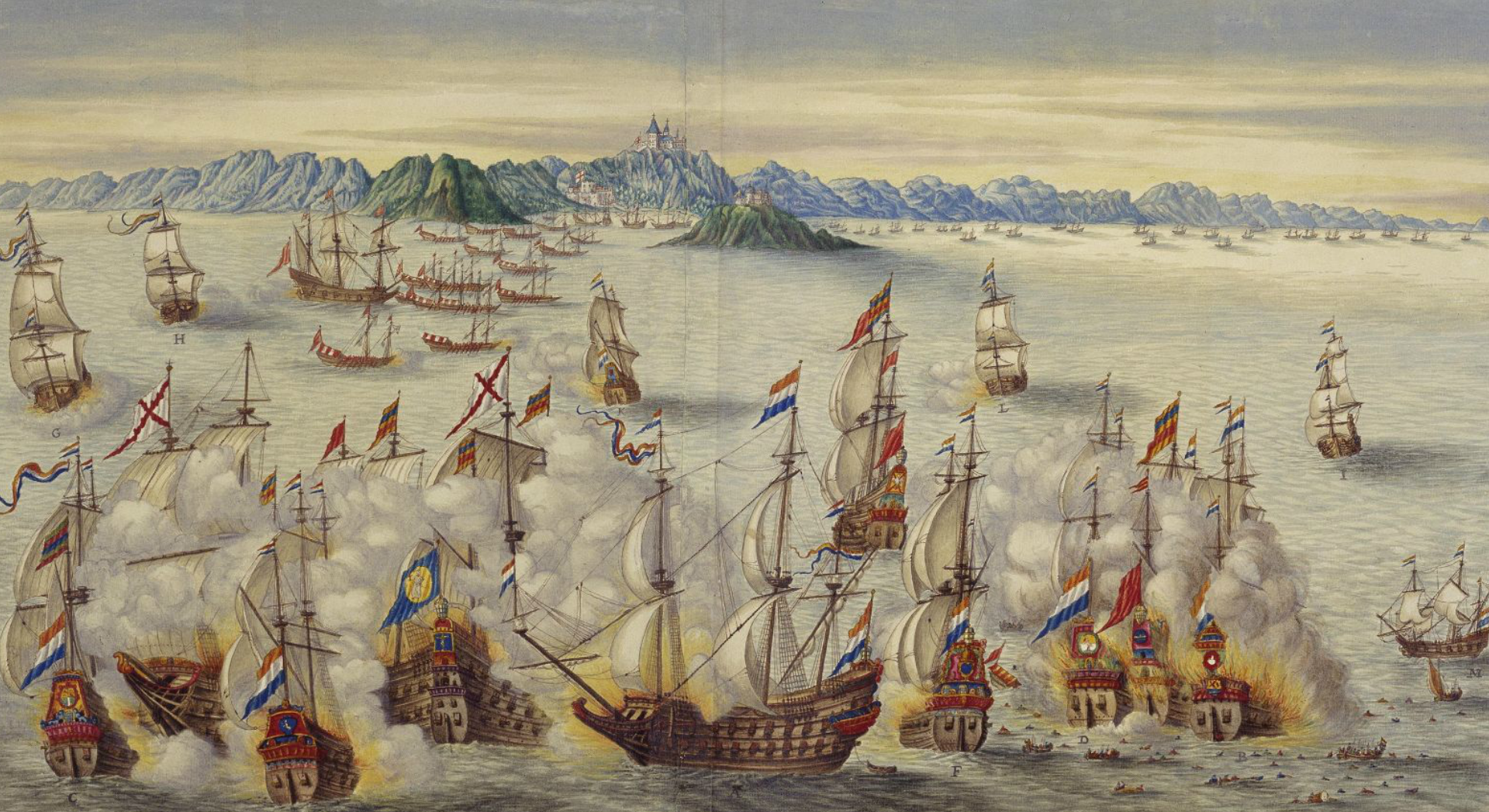
De slag bij Goa in 1638. In het midden de Utrecht.

Vanaf 1637 was hij commandeur van de VOC vloot in het kwartier Surat en Perzië. In die hoedanigheid leidde hij in 1638 vanaf het schip Utrecht de jaarlijkse blokkade van Goa en leverde daar strijd met een Portugese vloot van zes zware galjoenen die vanuit de rivier probeerden uit te varen. Eén van de galjoenen werd verbrand en de andere werden terug de rivier op gejaagd tot onder de bescherming van het kanonvuur vanaf het fort. Ook twee van Westerwoldts schepen gingen in vlammen op omdat ze bij het in brand steken van het Portugese galjoen aan weerszijden daarvan lagen en niet tijdig konden loskomen. Er werden 140 krijgsgevangenen gemaakt die werden uitgewisseld tegen eerder gevangen genomen Nederlanders.
Naar aanleiding van een schriftelijk verzoek dat jaar aan de VOC van de koning van Kandy in Ceylon, Raja Singha II, om tegen de Portugezen op zijn eiland te strijden in ruil voor kaneel, zeilde hij na de blokkade van Goa met de vloot naar de oostkust van dat eiland en veroverde het fort Batticaloa op de Portugezen. Het fort werd bemand met een garnizoen van 100 soldaten onder vice-commandeur Willem Coster. Direct na de overwinning verscheen Raja Singha met een legertje Kandianen, die vermoedelijk gewacht hadden tot de strijd beslist was. Westerwoldt en Coster sloten namens de VOC een vriendschapsverdrag met Raja Singha waarin werd afgesproken om samen de Portugezen van het eiland te verdrijven en de veroverde forten en buit gemaakte goederen eerlijk te verdelen. Ook kreeg de VOC het monopolie op de kaneelhandel. Dit verdrag, en verschillen in interpretatie ervan door beide partijen, zou hierna nog lang een belangrijke rol spelen in de geschiedenis van de VOC op Ceylon. Westerwoldt kreeg van Raja Singha de degen van de Portugese gouverneur, Don Diego de Melo de Castro, die eerder dat jaar bij de slag bij Gannoruwa in de buurt van Kandy was gesneuveld. Hierna keerde Westerwoldt terug naar Batavia. Coster bleef op Ceylon.

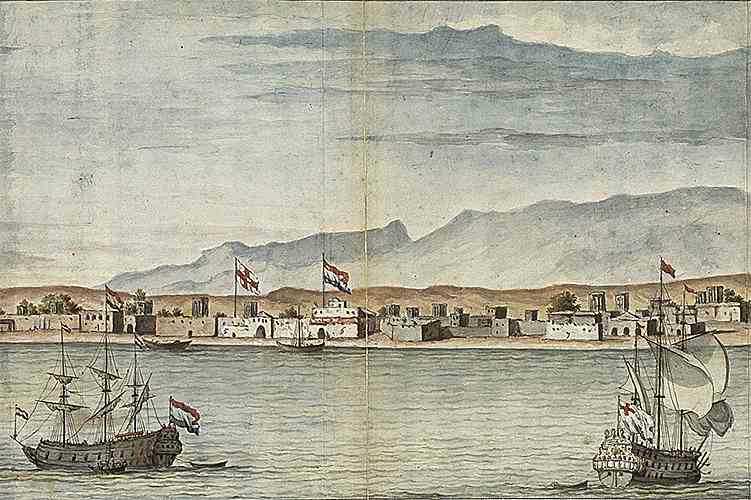
VOC vestiging Gamron in Perzië

Vervolgens werd Westerwoldt benoemd tot directeur van de VOC vestigingen in Perzië, zetelend in het comptoir (een permanente handelspost) Gamron aan de straat van Hormuz bij de ingang van de Perzische Golf. Gamron, ook wel bekend als Bandar Abbas (haven van sjah Abbas) was in 1623 door Huibert Visnich voor de VOC in gebruik genomen als permanente handelspost en was de hele 17de eeuw zeer winstgevend als leverancier van ruwe zijde, rozenolie en wol. Gamron nam het jaar dat Westerwoldt er aantrad de functie van hoofdcomptoir in Perzië over van Isfahan in het binnenland. Westerwoldts voorganger in Gamron, Nicolaes Overschie, vertrok naar Batavia en zou later als commandant van Negombo in Ceylon met Raja Singha te maken krijgen.
In juni 1639, een half jaar na zijn aankomst, reisde Westerwoldt met groot gevolg naar Isfahan om sjah Sefi aan zijn hof te bezoeken. De VOC kocht gewoonlijk de Perzische zijde van de sjah in plaats van op de markt. Onder Sefi's voorganger Abbas de Grote had hiervoor een gunstige regeling bestaan. Toen Sefi in 1629 sjah was geworden had de koopman en ambassadeur Jan Smidt een weinig succesvolle poging ondernomen die regeling te continueren. De vraag naar zijde was intussen toegenomen terwijl het aanbod vaak onderbroken werd door de oorlogen tussen de Perzen en de Ottomanen. Toen de Compagnie daarom zijde van particuliere kooplieden had gekocht hief de grootvizier van de sjah daar een hoge belasting over. Overschie had toen een enorm bedrag betaald, waarover men in Batavia ontevreden was. Westerwoldt moest bij de sjah proberen het geld terug te krijgen en dezelfde gunstige regeling te verkrijgen als die onder Abbas had bestaan. Eenmaal in Isfahan aangekomen werd hij echter ziek. Hij stierf op 29 augustus van dat jaar en kreeg een plechtige begrafenis in Dsjoelfa, de pas gestichte Armeense wijk van Isfahan. Zijn functie werd daarna waargenomen door Adriaan van Oostende, totdat in december 1640 Westerwoldts opvolger Wollebrant Geleyns de Jongh arriveerde.

## Galerij

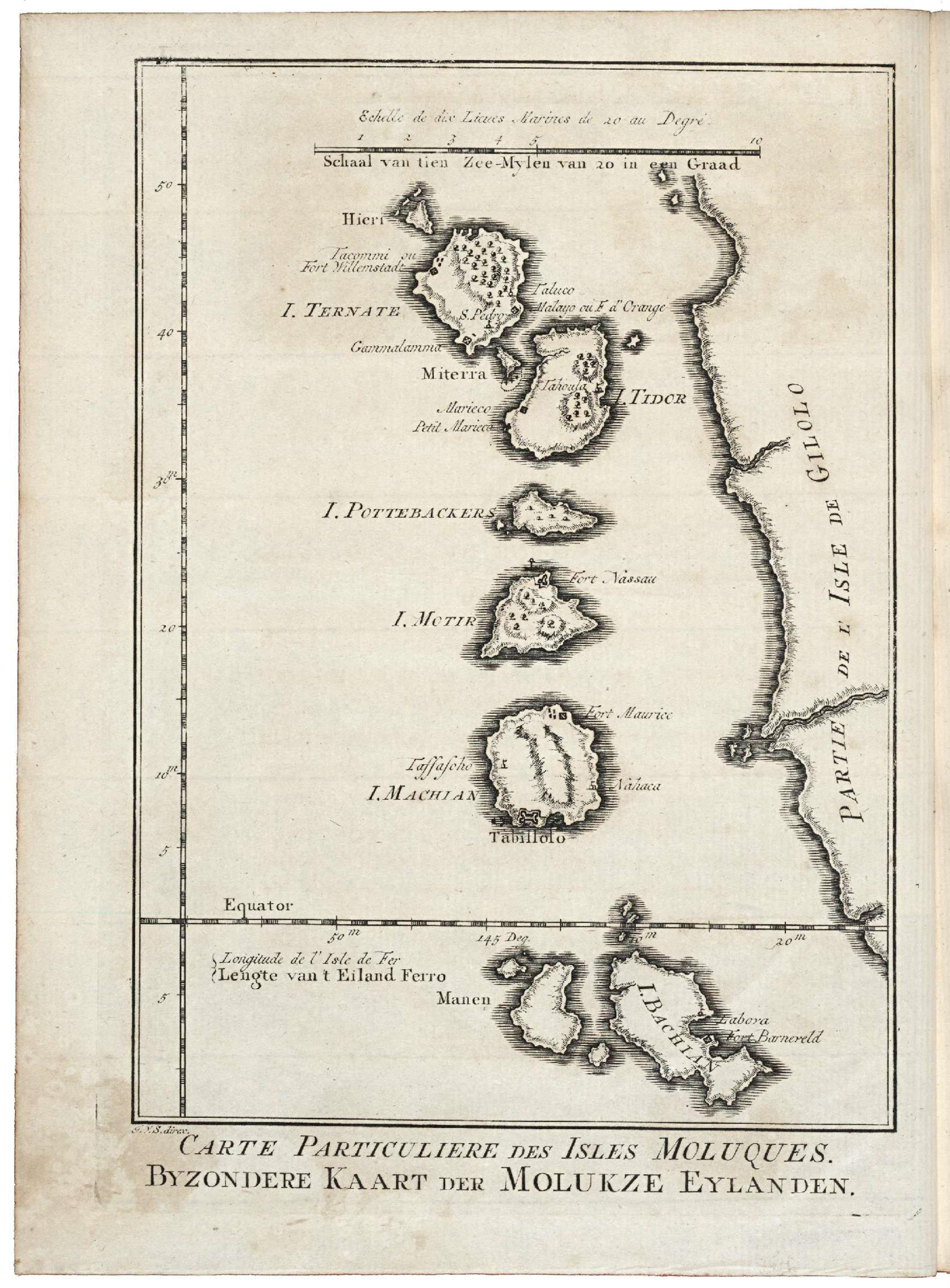
Kaart van de Molukken van rond 1630. Het tweede eiland van onderen is Makian.
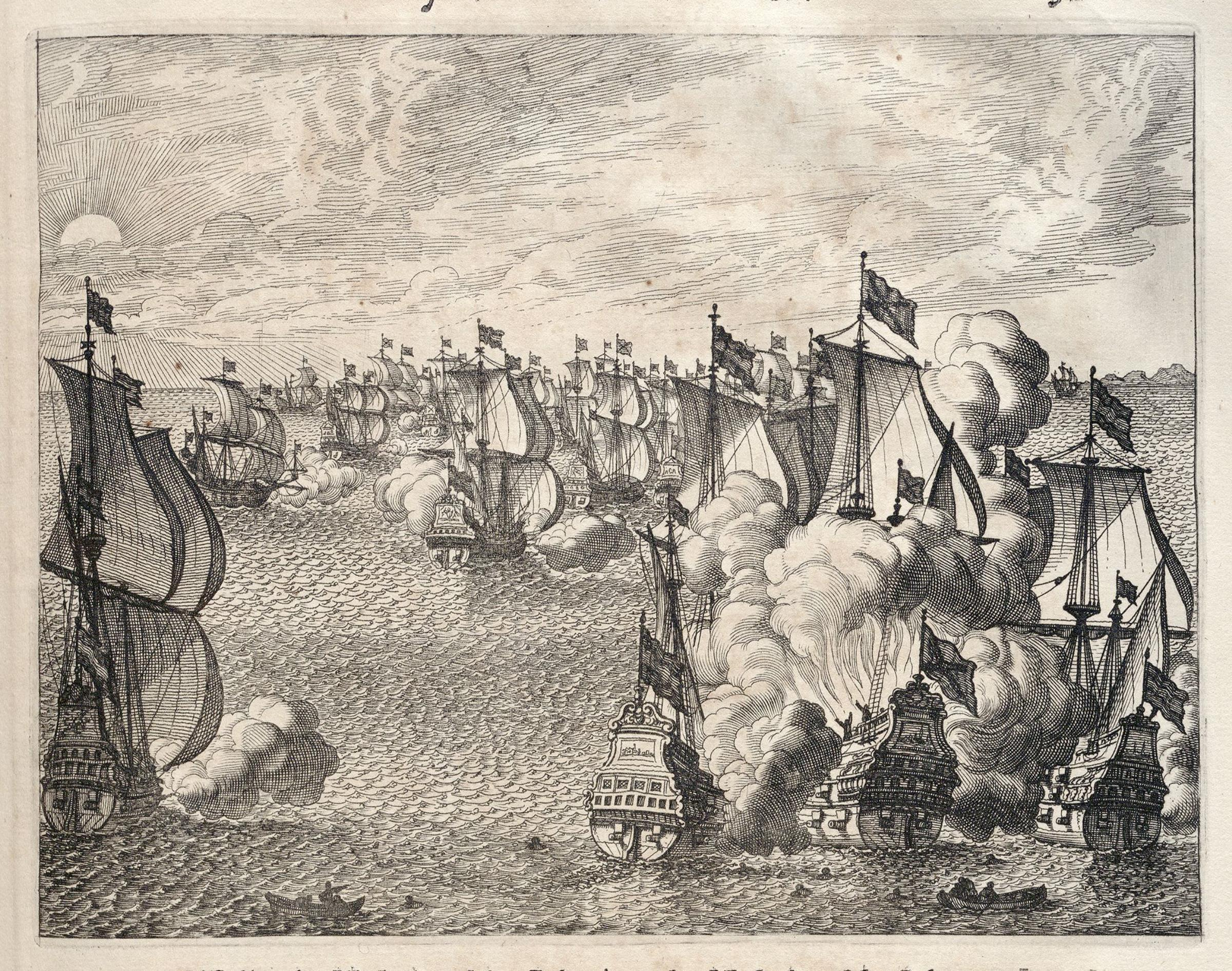
De zeeslag bij Goa in 1638. Rechts het Portugese galjoen dat in brand wordt gestoken, waarbij ook de Vlissingen en de 's-Gravenhage in vlammen opgaan.
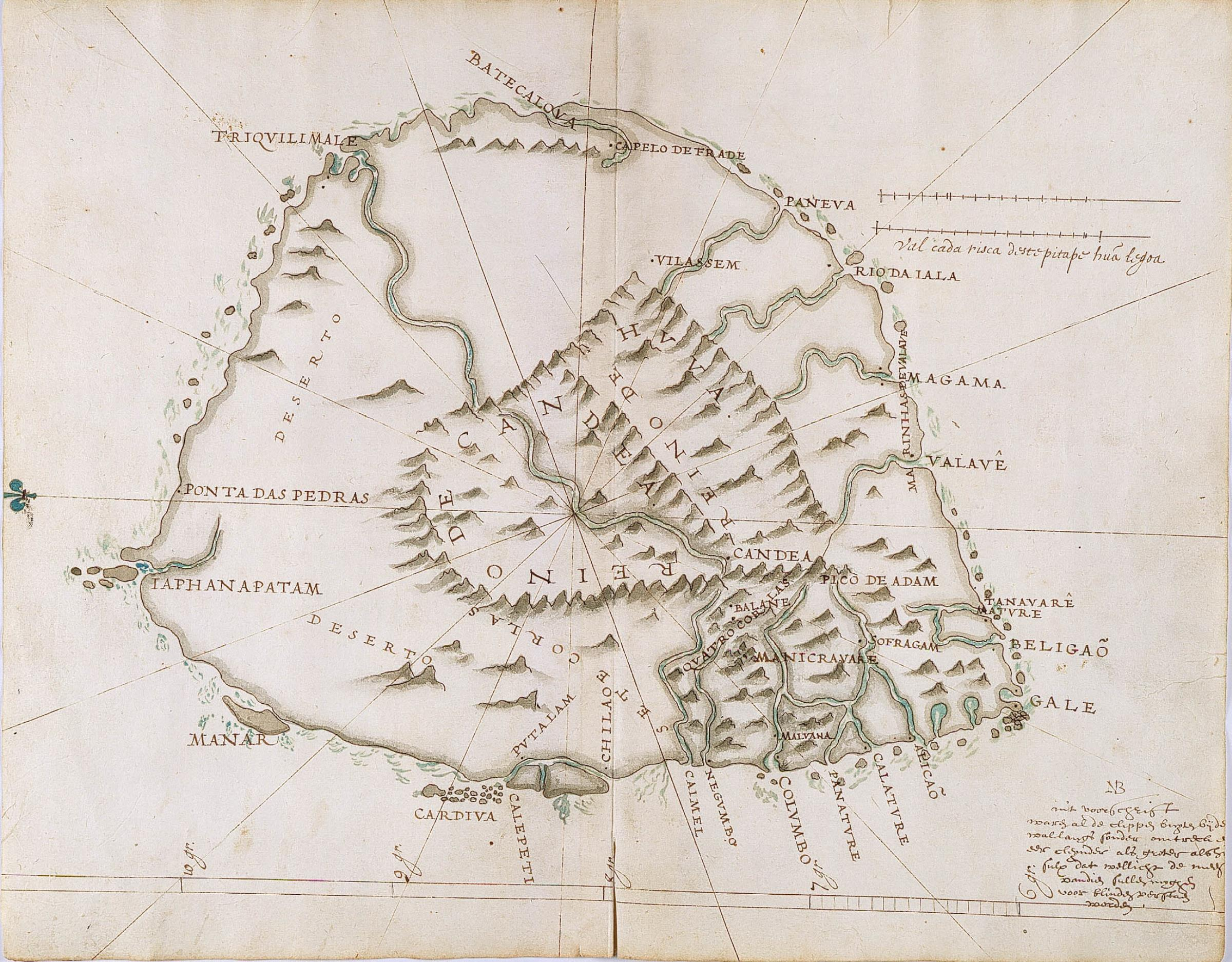
Portugese kaart van Ceylon uit 1606, met het noorden links en Batticaloa aan de oostkust boven.
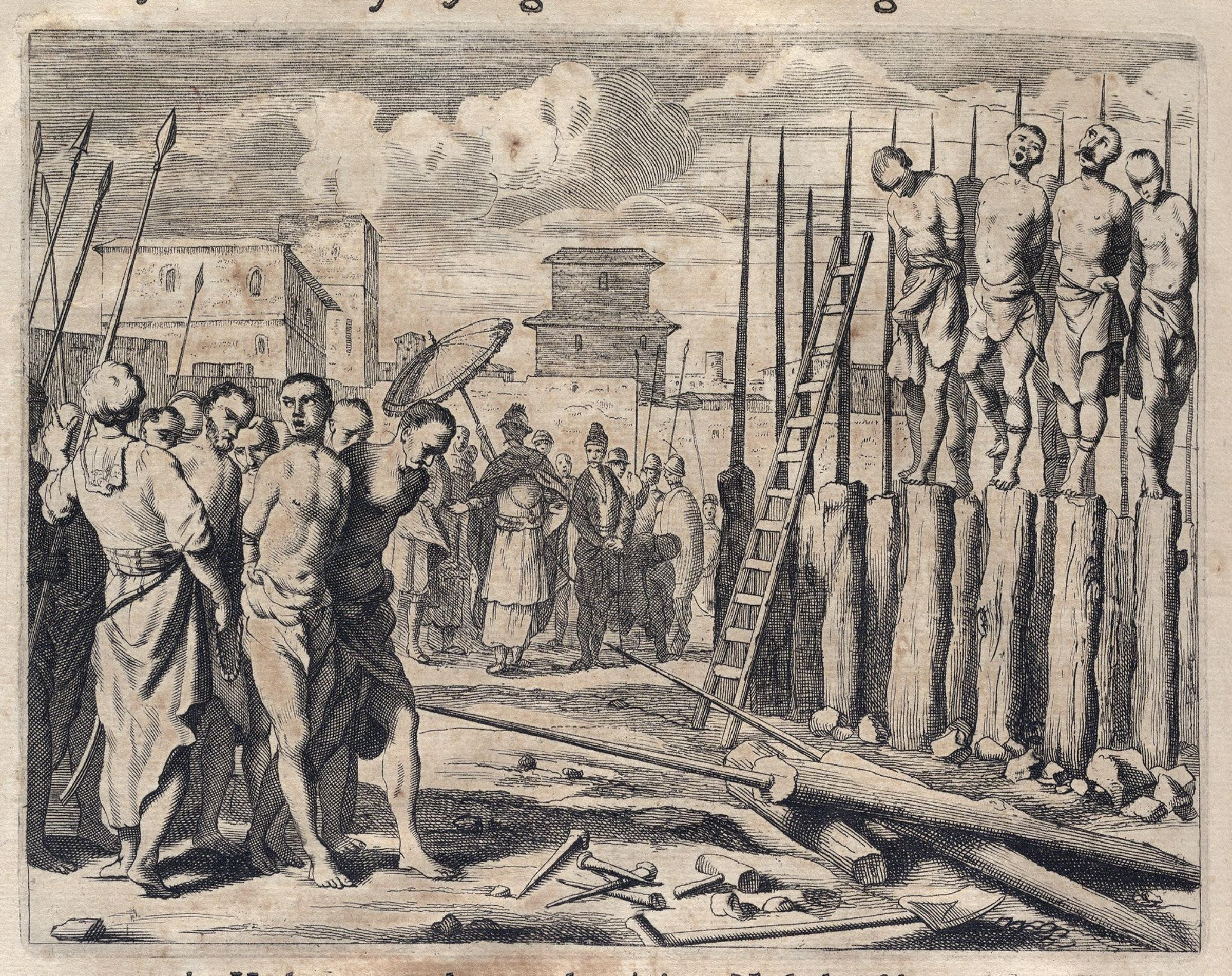
Na de val van Batticaloa worden verraders op bevel van Raja Singha terecht gesteld
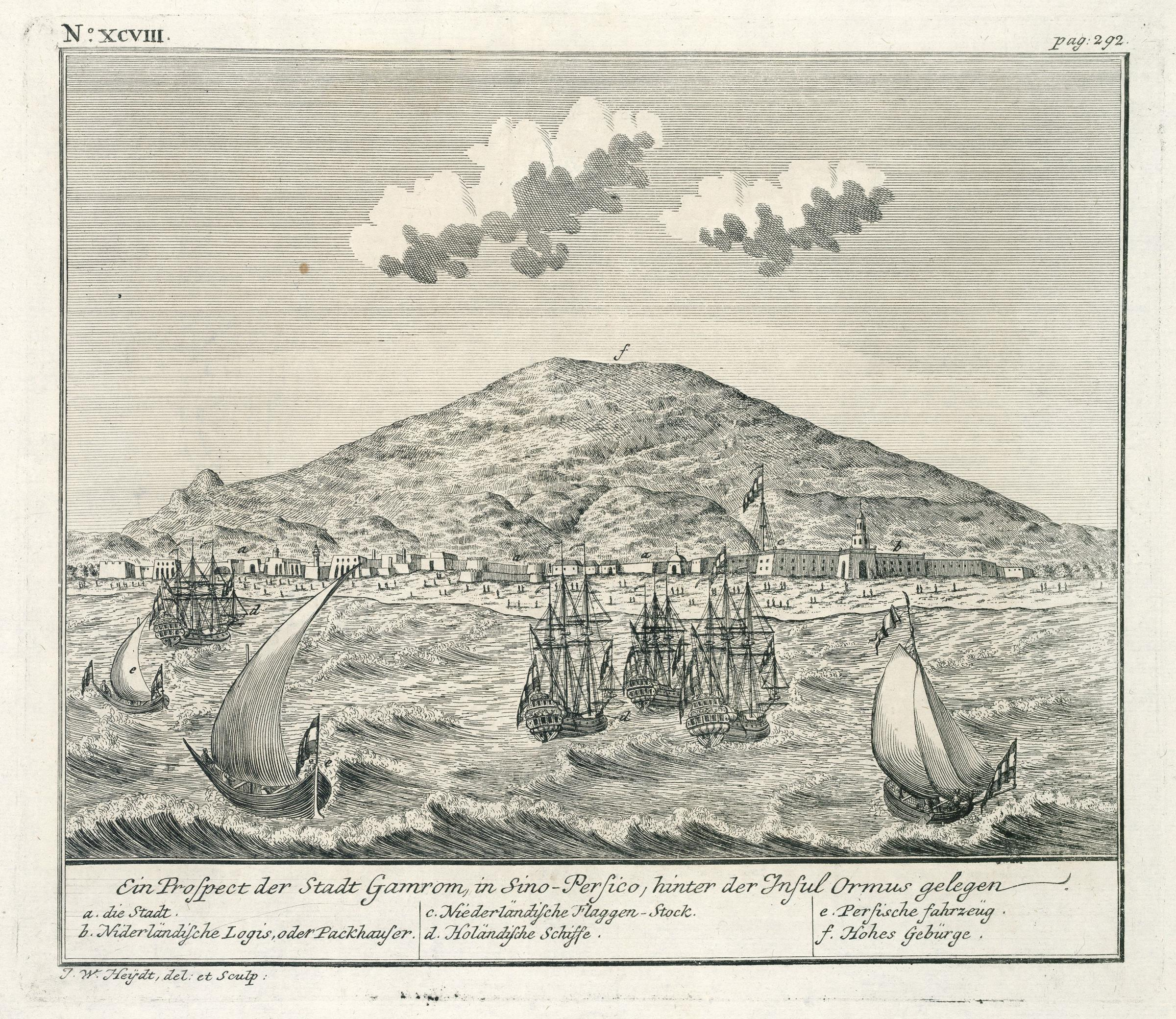
Gezicht op de Perzische stad Gamron rond 1740, met Hollandse en Perzische schepen op de rede. Helemaal rechts de VOC loge en vlag.
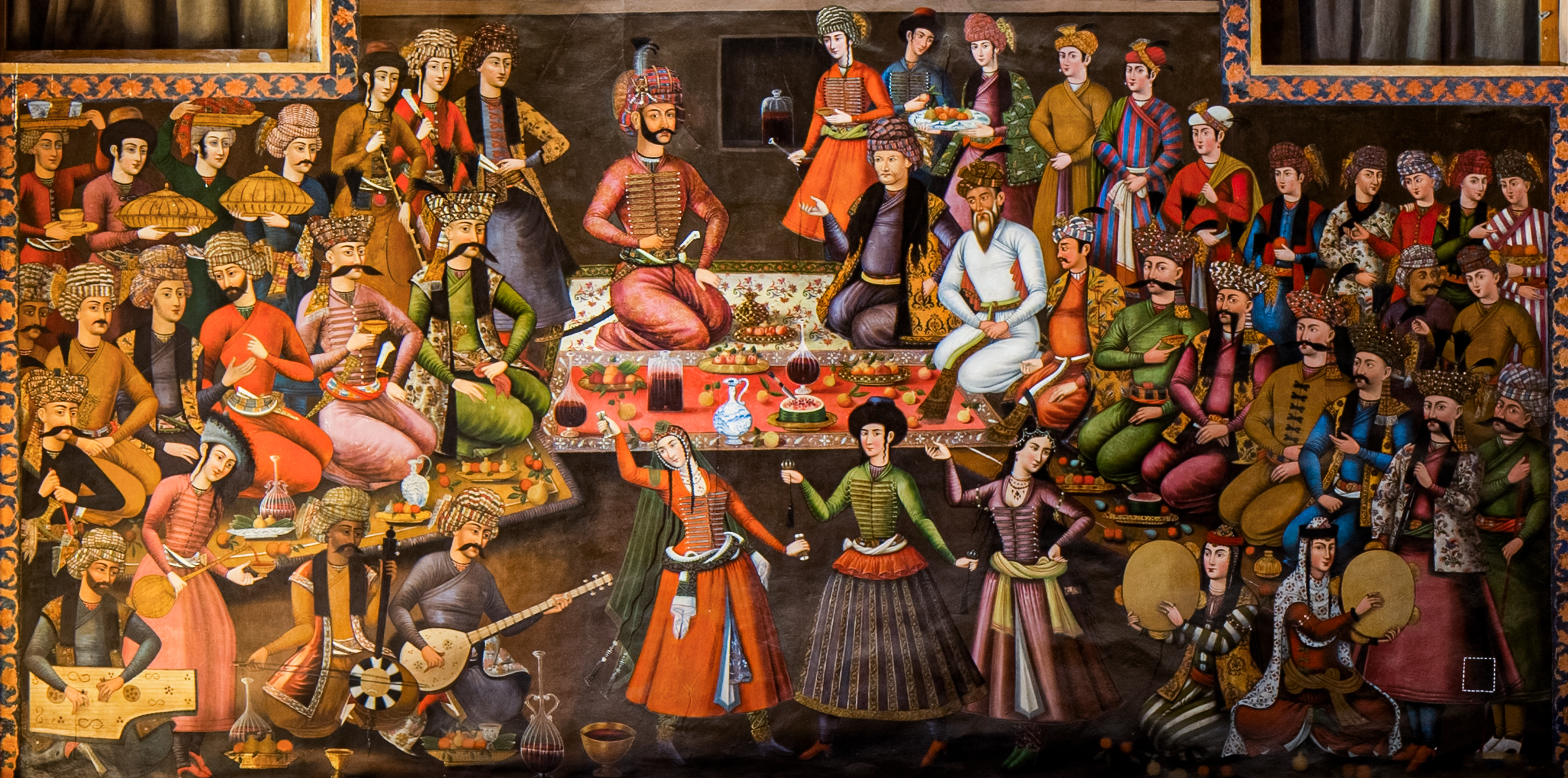
Het hof van de Sjah van Perzië in Isfahan. Abbas de Grote ontvangt de vorst van de Oezbeken.
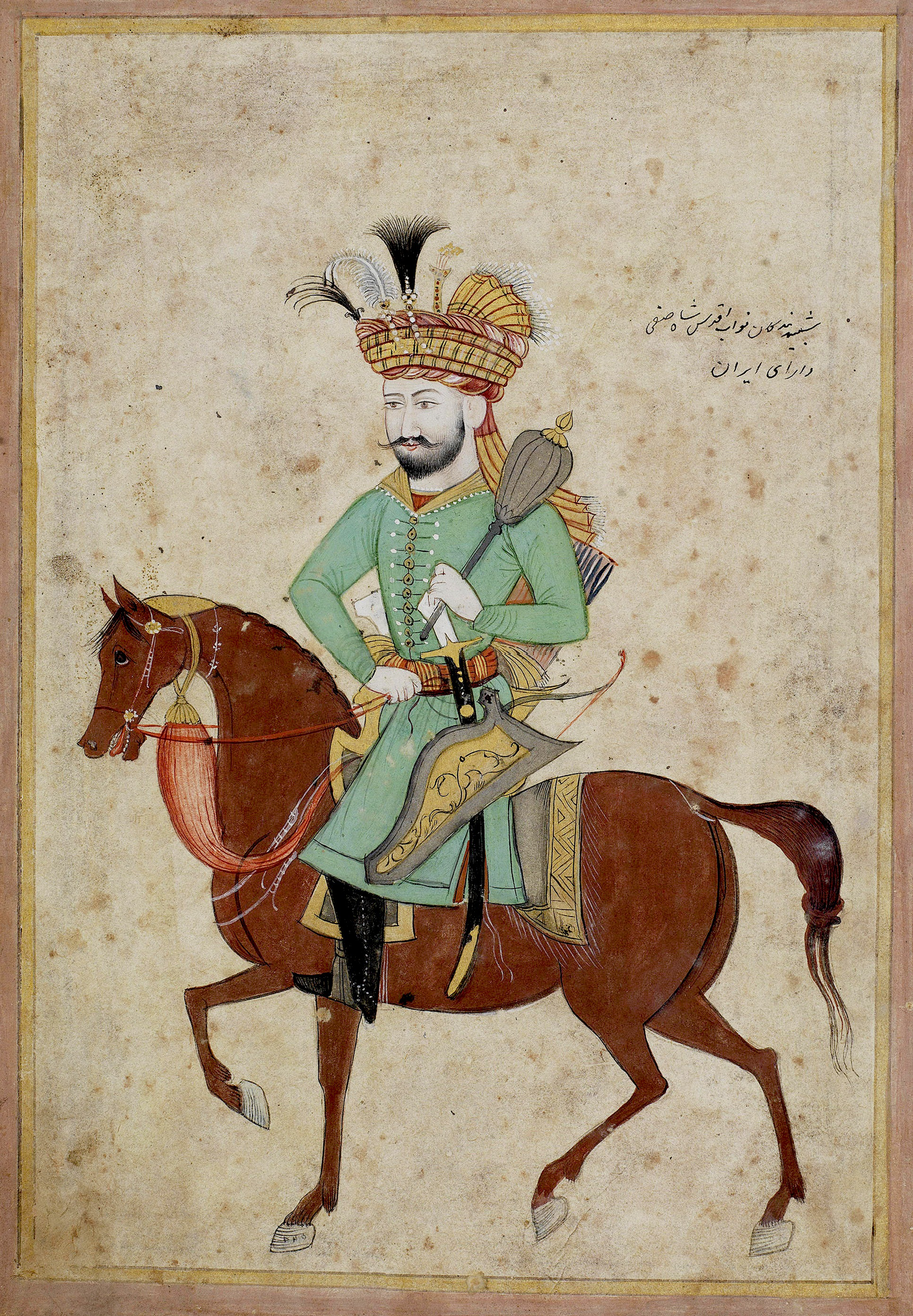
Sjah Sefi te paard